# Минамото-но Мунэюки
Минамото-но Мунэюки (яп. 源 宗于; ? — 983; также 源宗于朝臣 Минамото-но Мунэюки-но Асон) — аристократ и японский вака-поэт периода Хэйан.
Он входит в число Тридцати шести бессмертных поэтов.
Одно из его стихотворений включено в антологию ста поэтов «Хякунин иссю», а другие его стихи входят в собрание «Мунэюкисю» (宗于集).